# 중국어 사전
중국어 사전은 중국어 단어를 설명하기 위해 제작된 사전이다. 중한사전은 중국어 단어를 한국어로 뜻을 풀어 놓은 사전이고, 한중사전은 한국어 단어를 중국어로 뜻을 풀어 놓은 사전이다.

## 현대 중국어 사전의 역사
현대 중국어 사전은 단일어 사전과 이중언어 사전으로 구분할 수 있다. 근대까지 강희자전은 한자사전의 기준이 되어왔고 지금도 출간된다. 하지만 중화민국 수립후 학자들은 강희자전을 개정할 필요를 느꼈다. 그래서 전면개정판으로 볼 수 있는 중화대자전(中華大字典, 1915)이 출간되었다. 강희자전의 오류를 4000개 이상 고쳤고 1000자 이상의 한자를 추가했다.
동시기에 나온 루얼쿠이(陸爾奎)의 사원(辭源, 1915)은 어휘사전으로서는 획기적인 것이었다. 종종 현대 백과사전의 시초로 보기도 한다. 슈신청(舒新城)의 사해(辭海, 1936)는 범용사전으로 백과사전적인 면도 다수 가지고 있었다. 이후 대사해(大辞海)로 확장되기도 하면서 2004년까지도 계속 개정판이 나왔다. 국어사전(國語辭典, 1937)은 현대 중국어 발음을 표준화하기 위해 만들어진 것으로 주음부호와 로마자로 발음이 병기되어있었다.
신화자전(新华字典, 1953) 포켓판으로 나와 크게 보급되었다. 2004년에 10판을 찍었다. 현대한어사전(现代汉语词典, 1973)은 65000 표제자(2005년판)를 가진 중사전으로 현재 중국어사전의 표준으로 권위를 인정받고 있다. 이 두 사전은 모두 189 부수체계를 따른다.
대사전으로 주목할 것은 한어대사전(漢語大詞典, 1986-93, 23000자, 37만어)과 한어대자전(漢語大字典, 1986-89, 55000자)이다. 200부수 체계이다.

## 중한사전의 종류
현재 대한민국에서 구할 수 있는 중사전만 표시하였다.
| 사전명               | 출판사             | 현재판(발행) | 초판발행 | 쪽수 | 비고 |
| -------------------- | ------------------ | ------------ | -------- | ---- | ---- |
| 중한 사전            | 고대민족문화연구소 | 2판(2002)    | 1989년   | 2735 |      |
| 현대중한사전(혁신판) | 고대민족문화연구소 |              |          | 2072 |      |
| 진명 중한사전        | 진명출판사         | 초판(1997)   | 1997년   | 2358 |      |
| 프라임 중한사전      | 두산동아           |              |          | 2982 |      |
| 엣센스 중한사전      | 민중서림           | 3판(2001)    | 1966년   | 3340 |      |
| 교학사 중한사전      | 교학사             | 1판 (2007)   |          |      |      |

## 한중사전의 종류
현재 대한민국에서 구할 수 있는 중사전만 표시하였다.
| 사전명              | 출판사             | 현재판(발행) | 초판발행 | 쪽수 | 비고 |
| ------------------- | ------------------ | ------------ | -------- | ---- | ---- |
| 한중 사전           | 고대민족문화연구소 |              |          | 1808 |      |
| 진명 한중사전       | 진명출판사         |              |          | 2000 |      |
| 엣센스 한중사전     | 민중서림           | 초판(2013)   | 2013년   | 2630 |      |
| 뉴밀레니엄 한중사전 | 진명출판사         | 초판(2000)   | 2000년   | 1962 |      |

## 같이 보기
- 한자사전
- 일본어 사전